# Gunda Niemannová-Stirnemannová
Gunda Niemannová-Stirnemannová (* 7. září 1966 Sondershausen, NDR), rozená Kleemannová, je bývalá východoněmecká a německá rychlobruslařka, několikanásobná mistryně Evropy i světa, olympijská vítězka, světová rekordmanka a vítězka Světového poháru.
Dominovala v 90. letech především dlouhým tratím. V letech 1988–1998 se zúčastnila čtyř zimních olympijských her, kde vybojovala osm medailí, z toho tři zlaté. Na vícebojařských světových šampionátech zvítězila osmkrát, stejný počet titulů získala na mistrovstvích Evropy. Na mistrovstvích světa na jednotlivých tratích se umístila na prvním místě v 11 závodech na distancích 1500, 3000 a 5000 m. Ve své kariéře překonala 18 světových rekordů, od 24. ledna 1993 do 2. března 2001, vyjma jediného dne v březnu 1998, byla na prvním místě v Adelskalenderu. Zvítězila v 98 závodech Světového poháru, jehož celkové pořadí vyhrála devatenáctkrát.
V letech 1995, 1996 a 1997 získala Cenu Oscara Mathisena.
Většinu života žije v Erfurtu, kde byla po ní pojmenována rychlobruslařská hala (Gunda-Niemann-Stirnemann-Halle). V roce 1991 se provdala za judistu Detleva Niemanna a změnila si příjmení z dívčího Kleemannová na Niemannová. Po rozvodu v roce 1995 si příjmení bývalého manžela ponechala, roku 1997 se provdala za svého dlouholetého švýcarského manažera Olivera Stirnemanna a začala vystupovat pod jménem Niemannová-Stirnemannová.